# Region Peloponez
Region Peloponez (nwgr. Πελοπόννησος, trl. Pelopónnīsos) – jeden z 13 regionów administracyjnych Grecji położony na południowym krańcu lądowej części kraju. Obejmuje swoim obszarem zasadniczą część Peloponezu z wyjątkiem jego części północno-zachodniej i fragmentu Półwyspu Argolickiego. Region graniczy od zachodu z regionem Grecja Zachodnia, od północy przez wody zatok Morza Jońskiego z regionem Grecja Środkowa od wschodu zaś z regionem Attyka. Od południa region ograniczony jest Morzem Jońskim i Morzem Egejskim.
Stolicą regionu jest Tripoli.
Region Peloponez podzielony jest na 26 gmin (demosów), zgrupowanych w 5 jednostek regionalnych:
- Jednostka regionalna Argolida ze stolicą w Nauplionie,
- Jednostka regionalna Arkadia ze stolicą w Tripoli,
- Jednostka regionalna Koryntia ze stolicą w Koryncie,
- Jednostka regionalna Lakonia ze stolicą w Sparcie,
- Jednostka regionalna Mesenia ze stolicą w Kalamacie.